# Église Saint-Jean-Baptiste de la Bassa
Pour les articles homonymes, voir église Saint-Jean-Baptiste.
L'église Saint-Jean-Baptiste de la Bassa est une église romane située à Banyuls-sur-Mer, dans le département français des Pyrénées-Orientales.